# 土谷翼
土谷 翼（つちや つばさ、1982年7月9日 - ）は、北海道出身のプロボウラー。身長177cm、体重95kg、右投げ。北海道北見市 ボウル北見所属。
2005年に44期としてプロデビュー（ライセンスNO.1081）。2008年は、ポイントランキング31位、アベレージ218.47。公認パーフェクトゲーム2回。